# Fuxin
Fuxin (chinesisch 阜新市,  Fùxīn Shì) ist eine bezirksfreie Stadt in der nordostchinesischen Provinz Liaoning. Sie hat eine Fläche von 10.355 km² und 1.647.280 Einwohner (Stand: Zensus 2020). Fuxin liegt im Norden der Provinz und grenzt an das Autonome Gebiet Innere Mongolei.
Administrativ setzt sich Fuxin aus fünf Stadtbezirken, einem Kreis und einem Autonomen Kreis zusammen (Stand: Zensus 2020):
- Stadtbezirk Haizhou (海州区), 69 km², 234.029 Einwohner;
- Stadtbezirk Xinqiu (新邱区), 122 km², 66.769 Einwohner;
- Stadtbezirk Taiping (太平区), 95 km², 142.171 Einwohner;
- Stadtbezirk Qinghemen (清河门区), 93 km², 51.394 Einwohner;
- Stadtbezirk Xihe (细河区), 102 km², 273.525 Einwohner;
- Kreis Zhangwu (彰武县), 3.618 km², 333.643 Einwohner;
- Autonomer Kreis Fuxin der Mongolen (阜新蒙古族自治县), 6.218 km², 545.749 Einwohner.